# Пилипчук Іван Романович
Іван Романович Пилипчук (нар. 21 травня 1991) — російський та український футболіст та тренер, виступав на позиції нападника. Син Романа Пилипчука.

## Життєпис
Вихованець ДЮСШ «Шахтар» (Сніжне).
Грав за «Макіїввугілля» (Макіївка) в аматорському чемпіонаті України (2011) та другій лізі (2011/12). У сезоні 2012/13 провів 1 матч у першій лізі України за «Олімпік» (Донецьк), у сезоні 2014 — 1 матч у вищій лізі Латвії за «Спартакс» (Юрмала). У 2016 році грав за команду «Сніжне» у чемпіонаті так званої ДНР. Наприкінці серпня - в першій половині вересня 2017 року захищав кольори СК «Каховка» в чемпіонаті Херсонської області та аматорському чемпіонаті України. У середині вересня 2017 року продягом нетривалого періоду часу перебував у заявці одного з аматорських нижчолігових клубів Німеччини. Футбольну кар'єру завершив 2018 року виступавми за російську аматорську команду «Маяк» (Волгодонськ) у чемпіонаті Ростовської області.
У 2019—2021 роках входив до очолюваних батьком тренерських штабів мінського «Динамо», московського «Спартака-2» та клубу «Олімпік-Долгопрудний». Починаючи з сезону 2022/23 років працює в тренерському штабі словенського клубу «Целє».